# Polyrhachis rufifemur
Polyrhachis rufifemur är en myrart som beskrevs av Auguste-Henri Forel 1907. Polyrhachis rufifemur ingår i släktet Polyrhachis och familjen myror. Inga underarter finns listade i Catalogue of Life.